# 蓝蓝的夜，蓝蓝的梦
《蓝蓝的夜，蓝蓝的梦》，是中國内地女歌手张咪的原唱作品，收录于1992年发行的专辑《细说从头》中。此后毛宁翻唱这首歌并收录于1993年发行的个人首张专辑《让我的情感留在你身边》中，由张海宁、张全复作词，张全复、毕晓世作曲。

## 歌词
圆圆的月亮悄悄爬上来，蓝蓝的梦幻轻轻升起来，

远方的人儿她会不会走过来，心里的话儿，我想要说出来。
蓝蓝的夜，蓝蓝的梦，请你从我的梦中走出来，

蓝蓝的夜，蓝蓝的梦，伤心的眼泪不会掉下来。
薄薄的云彩缓缓飘过来，长长的影子慢慢投下来，

远方的人儿她会不会走过来，动人的歌谣，我怎么唱起来。
蓝蓝的夜，蓝蓝的梦，我将你化成一片片白云，

蓝蓝的夜，蓝蓝的梦，陪伴我直到永远。